# Tipula angustiligula
Tipula angustiligula är en tvåvingeart. Tipula angustiligula ingår i släktet Tipula och familjen storharkrankar.

## Underarter
Arten delas in i följande underarter:
- T. a. angustiligula
- T. a. mokanensis